# ODEJ
ODEJ - ou ODEJ Presse - est une maison d'édition française créée par Armand Beressi en 1959, afin de diffuser notamment le catalogue des éditions italiennes Fabbri. En collaboration avec Hachette, elle publie également des encyclopédies en fascicules, dont Tout l'univers.
Elle devient, à la fin des années 1960, ODEGE-CIL (Office d’éditions générales presse). Passée sous le contrôle du Livre de Paris-Hachette (spécialisé dans la vente par correspondance) en 1973, elle cesse ses activés à la fin des années 1980.

## Collections
ODEJ publiait plusieurs collections : 
- Collection Vermeil.
- Tout l'Univers.
- Bibliothèque Junior.
- Collection J (1959 - 1963) : volumes reliés cartonnés et illustrés.
- Junior de poche : livres de poche souples, déclinés en plusieurs sous-collection (Junior-Aventures, Junior-Western, etc.).
- Albums BD, dont les Albums filmés regroupant les séries « Mickey » (Disney), « Éléphant blanc » (Prince Vaillant) et « télévision et cinéma ».
- Les chefs-d'œuvre de l'Art : grands peintres.
- Les chefs-d'œuvre de l'Art : grands sculpteurs.
- Les chefs-d'œuvre de l'Art : grands musiciens (avec disques 33 tours)[3]
- Encyclopédie de la femme et de la famille.
- Connaissance des Arts.
- Connaissance de l'Histoire.

## Auteurs publiés
- Jean Burnat